# آریکارا

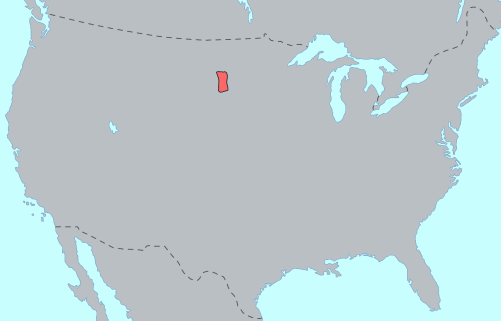
توزیع اولیه قبیله آریکارا

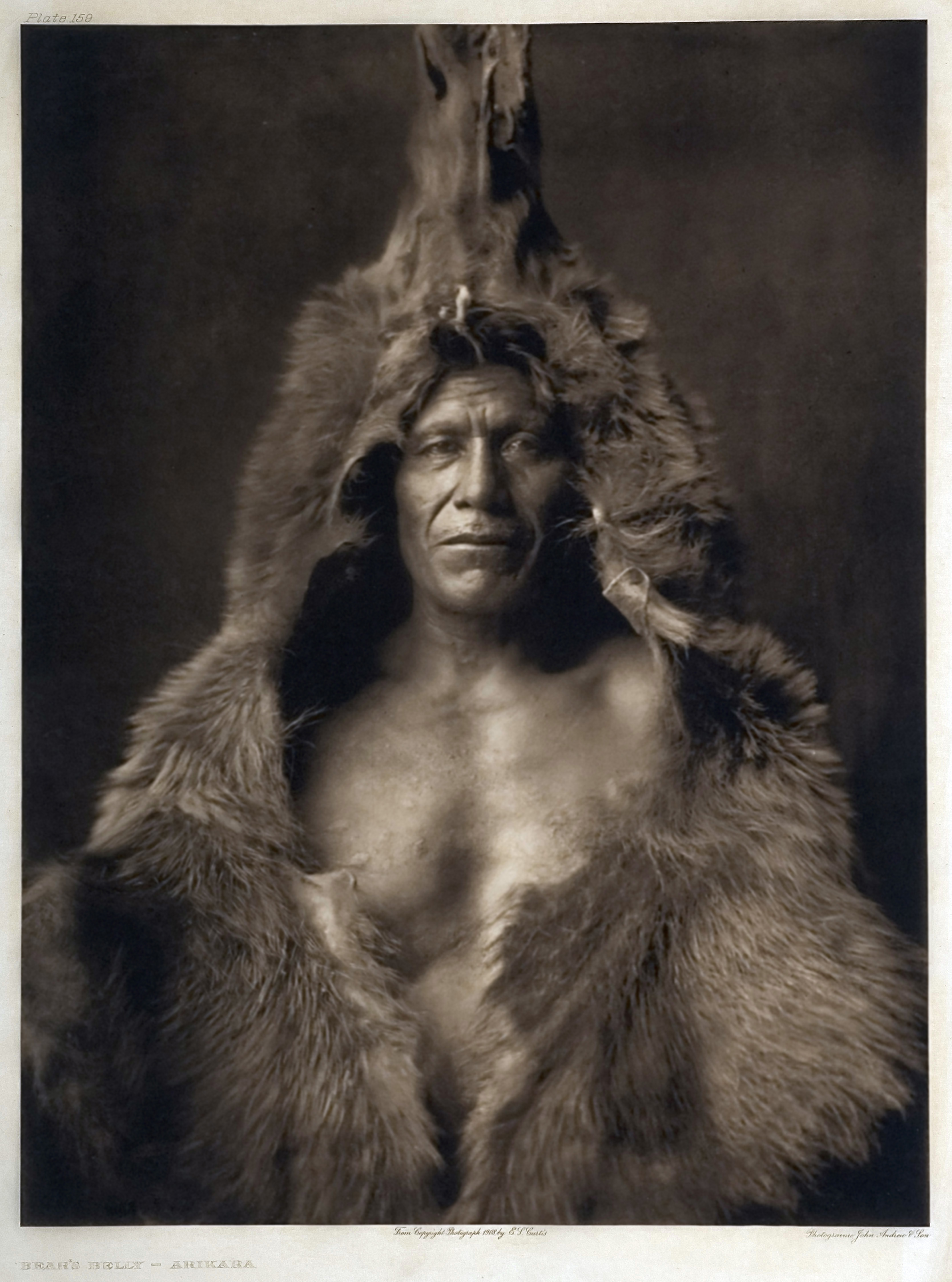
مرد آریکارا پوست خرس پوشیده، ۱۹۰۸

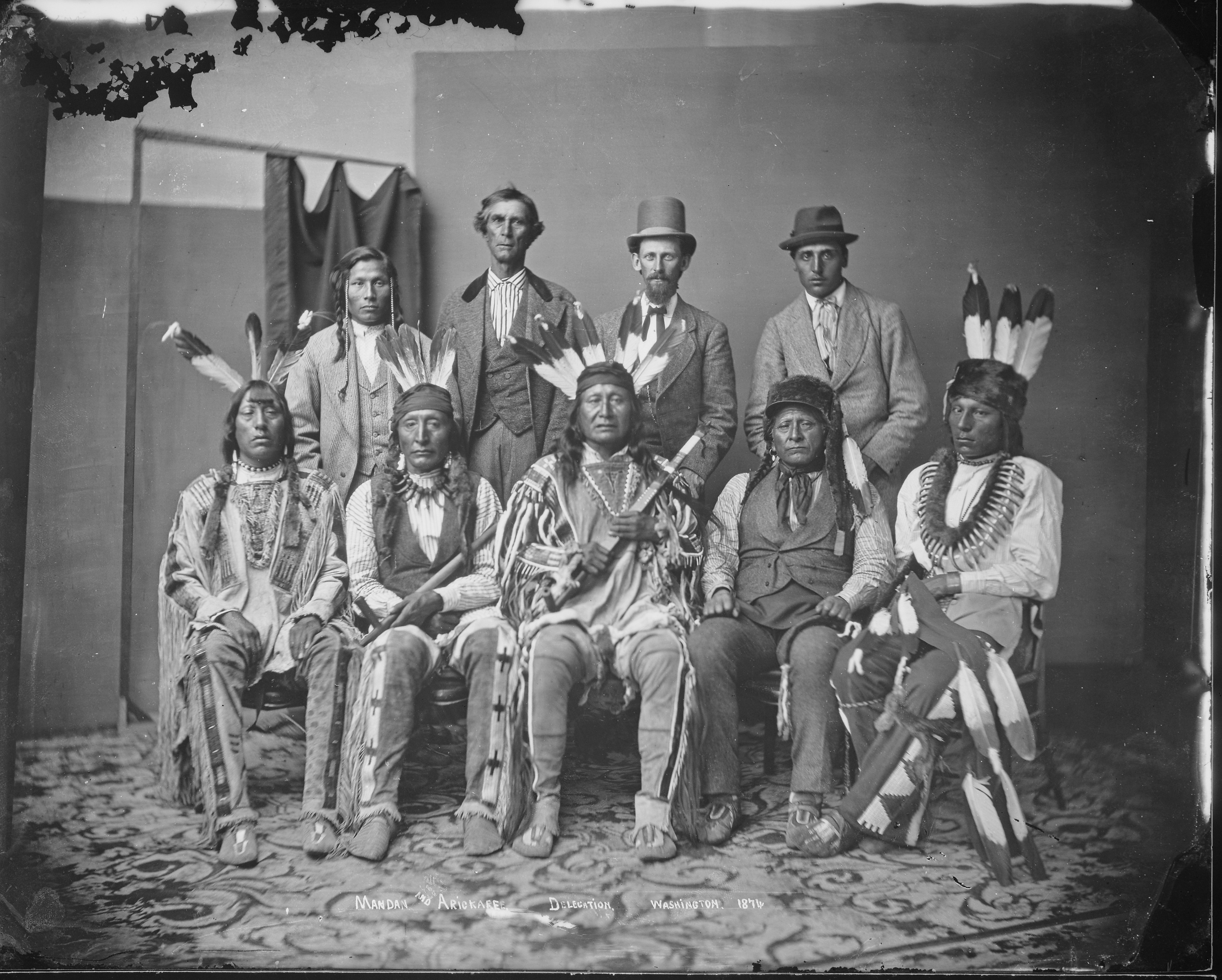
نمایندگی ماندان و آریکارا

آریکارا (به انگلیسی: Arikara) که به نام‌های ساهنیش (به انگلیسی: Sahnish)، آریکاری (به انگلیسی: Arikaree) یا ری (به انگلیسی: Ree) نیز شناخته می‌شود قبیله‌ای از بومیان آمریکا در داکوتای شمالی هستند. امروزه آن‌ها به همراه قبیله‌های ماندان و هیداستا در فهرست قبایل فدرال با نام ملت ماندان، هیداستا و آکیرا به ثبت رسیده‌اند.